# Корнінг (Канзас)
Корнінг (англ. Corning) — місто (англ. city) в США, в окрузі Немага штату Канзас. Населення — 212 особи (2020).

## Географія
Корнінг розташований за координатами 39°39′24″ пн. ш. 96°1′43″ зх. д. / 39.65667° пн. ш. 96.02861° зх. д. (39.656594, -96.028748).  За даними Бюро перепису населення США в 2010 році місто мало площу 0,69 км², уся площа — суходіл.

## Демографія
Згідно з переписом 2010 року, у місті мешкало 157 осіб у 57 домогосподарствах у складі 40 родин. Густота населення становила 228 осіб/км².  Було 67 помешкань (97/км²).
Расовий склад населення:
| - 94,9 % — білих - 2,5 % — корінних американців - 1,3 % — осіб інших рас |

До двох чи більше рас належало 1,3 %. Частка іспаномовних становила 1,3 % від усіх жителів.
За віковим діапазоном населення розподілялося таким чином: 33,1 % — особи молодші 18 років, 58,6 % — особи у віці 18—64 років, 8,3 % — особи у віці 65 років та старші. Медіана віку мешканця становила 32,8 року. На 100 осіб жіночої статі у місті припадало 106,6 чоловіків;  на 100 жінок у віці від 18 років та старших — 98,1 чоловіків також старших 18 років.
За межею бідності перебувало 33,8 % осіб, у тому числі 50,8 % дітей у віці до 18 років та 0,0 % осіб у віці 65 років та старших.
Цивільне працевлаштоване населення становило 68 осіб. Основні галузі зайнятості: освіта, охорона здоров'я та соціальна допомога — 33,8 %, виробництво — 19,1 %, сільське господарство, лісництво, риболовля — 16,2 %, будівництво — 14,7 %.